# Saint-Jacques (Alpy Górnej Prowansji)
Saint-Jacques – miejscowość i gmina we Francji, w regionie Prowansja-Alpy-Lazurowe Wybrzeże, w departamencie Alpy Górnej Prowansji.

## Demografia
Według danych na rok 1990 gminę zamieszkiwało 39 osób, a gęstość zaludnienia wynosiła 8 osób/km². W styczniu 2015 r. Saint-Jacques zamieszkiwało 56 osób, przy gęstości zaludnienia wynoszącej 11,5 osób/km².